# Grönegylet
Grönegylet är en sjö i Tingsryds kommun i Småland och ingår i Mieåns huvudavrinningsområde.